# Underdogs (2007)
Underdogs ist ein deutscher Spielfilm aus dem Jahr 2007, der in Co-Produktion der Fernsehsender NDR und arte entstand. Die Uraufführung war am 13. September 2007 beim Filmfest Oldenburg, Kinostart war am 24. Juli 2008. Arte zeigte den Film am 21. August 2009 als Free-TV-Premiere.

## Handlung
Die Häftlinge Mosk, Prell, Döner, Forster und Kiriakov bekommen die Möglichkeit, im Gefängnis an einem Programm für die Ausbildung von Blindenhunden teilzunehmen. Dafür werden die Kandidaten genau unter die Lupe genommen und aus den Insassen werden die sechs geeignetsten ausgewählt. Das Programm Häftlinge mithilfe von Tieren zu sozialisieren stammt aus den USA und die positive Wechselwirkung zwischen Tier und Mensch wurde dort bereits erfolgreich getestet. Die Gefängnisdirektorin Gloria Cornelius will es daher auch in Deutschland einführen. Für die ausgewählten Häftlinge gibt es als ersten Vorteil, dass sie in einen gesonderten Gefängnistrakt umziehen können. Dort erhält jeder einen Labrador Retrieverwelpen, für den er nun persönlich verantwortlich ist. Mosk, der fast widerwillig und nur auf besonderen Wunsch des Staatssekretärs teilnimmt, findet keinen rechten Zugang zu seinem Tier. Bei seiner abweisenden Haltung erzielt er bei der Ausbildung zunächst kaum Fortschritte. Für die anderen Teilnehmer des Projekts steht dabei viel auf dem Spiel, denn wenn nur einer scheitert, gilt das gesamte Programm als gescheitert. Entsprechend hat Mosk bei ihnen keinen guten Stand. Auch nach einigen Wochen hat er es noch immer nicht geschafft, dass sein Hund ihm vertraut. Seine negative Haltung dem Tier gegenüber legt er erst ab, als sein Hund an einer Vergiftung zu sterben droht. Erst jetzt bemerkt er, wie ihm der Hund ans Herz gewachsen ist. Als er ihn dann nach einigen Tagen aus der Tierklinik zurückbekommt, darf er zum ersten Mal mit auf seiner Liege schlafen, was ihm Mosk bisher strikt verboten hatte. Fortan gibt sich Mosk beim Ausbildungstraining wesentlich mehr Mühe, was sich für alle anderen bezahlt macht und sie geschlossen ihre erste Prüfung bestehen.
Die Gefangenen müssen bald erkennen, dass sie die Hunde nicht für immer behalten können. Den letzten Teil ihrer Ausbildung absolvieren die Hunde mit ihren neuen Besitzern und verlassen somit die Vollzugsanstalt. Mosk fällt es extrem schwer sich von seinem Tier zu trennen. Aber auch die anderen Häftlinge „leiden“ und lassen ihren Frust aneinander aus. Mosk landet in der Folge auf der Krankenstation, von wo aus ihm die Flucht gelingt und er sich sofort auf die Suche nach „seinen“ Hund macht und das Tier entführt. Als er jedoch feststellt, dass die neue Besitzerin jeden Tag dort wartet, wo ihr der Hund „weggelaufen“ war, gibt er ihn ihr zurück und geht selbst freiwillig wieder in die Vollzugsanstalt. Dort wartet schon das nächste Ausbildungsprogramm und Mosk beginnt mit einem neuen Hund, so wie auch die andern Häftlinge.

## Hintergrund
Die Dreharbeiten erfolgten in der Justizvollzugsanstalt Bützow, in Hamburg und in Lübeck. Die Fachberatung für den Hundeeinsatz erfolgte durch Hundetrainer Marco Heyse.
Jan Hinrik Drevs hatte einige Jahre zuvor dieses New Yorker Projekt „Puppies behind bars“ (Welpen hinter Gittern) kennengelernt, bei dem nachgewiesen wurde, dass die Erziehung der Hunde positive Auswirkungen auf die Häftlinge hat.

## Kritiken
Das Lexikon des internationalen Films kam zu dem Urteil: „Eine trotz komödiantischer Züge ernsthafte Auseinandersetzung mit dem Gefängnisalltag, die Klischees weitgehend vermeidet.“
Kino.de wertete: „Während sich andernorts Knastfilme mit harten Auseinandersetzungen, unschuldig Eingesperrten, Ausbruchsversuchen und Giftspritzen auseinandersetzen, steht im deutschen Film ‚Underdogs‘ von Jan Hinrik Drevs alles unter dem Zeichen der Resozialisierung.“ „Im Film ist natürlich alles ein bisschen zu schön um wahr zu sein, aber schließlich handelt es sich […] ja auch nicht um einen dramatischen Knastfilm, sondern um eine leichte Komödie mit familiärem Unterhaltungswert.“

## Auszeichnung
Die Deutsche Film- und Medienbewertung vergab dem Film das Prädikat „Besonders wertvoll“ und führte dazu aus: „Dieser ambitionierte und originelle Beziehungsfilm [zeichnet sich] durch seine dichte Erzählweise, einen gelungenen Spannungsbogen, scharfe Dialoge und sehr stimmungsvolle Bilder aus - pointiert durch lange, Atmosphäre schaffende Kamerafahrten, welche die Stimmung im Knast ausgezeichnet nuanciert einfangen. Die gelungen ausgemalte und stets figurengerecht agierende Schauspielerriege schafft es, das Außenseiterleben von Knastis realitätsnah herüberzubringen.“